# Debates para as eleições legislativas portuguesas de 2002
A temporada de debates para as eleições legislativas portuguesas de 2002 consistiram numa série de debates que foram realizados em fevereiro de 2002, com um debate entre todos os candidatos em 12 de março de 2002 entre os líderes dos partidos representados na Assembleia da República: o líder do CDS-PP Paulo Portas, o secretário-geral do PCP e da CDU Carlos Carvalhas, o secretário-geral do PS Eduardo Ferro Rodrigues, o líder do PSD Durão Barroso e o porta-voz do Bloco de Equerda.

## Cronologia

### Intervenientes
- José Manuel Durão Barroso (PSD)
- Eduardo Ferro Rodrigues (PS)
- Paulo Portas (CDS–PP
- Carlos Carvalhas (PCP–PEV)
- Francisco Louçã (Bloco de Esquerda)

| Data                    | Intervenientes | Moderador(es)                           | Estação televisiva | Audiências            |
| ----------------------- | --- | --------------------------------------- | ------------------ | --------------------- |
| 26 de fevereiro de 2002 | Durão Barroso (PSD), Ferro Rodrigues (PS)                                                                                          |                                         | SIC                | 1 200 000 espetadores |
| 12 de março de 2002     | Durão Barroso (PSD), Ferro Rodrigues (PS), Paulo Portas (CDS–PP), Carlos Carvalhas (PCP–PEV) e Francisco Louçã (Bloco de Esquerda) | Judite de Sousa e José Alberto Carvalho | RTP1               | 929 000 espectadores  |